# Schwarzwurzeln
Die Schwarzwurzeln (Scorzonera) sind eine Pflanzengattung in der Unterfamilie der Cichorioideae innerhalb der Familie der Korbblütler (Asteraceae). Die etwa 107 Arten sind in Eurasien verbreitet. Bekannteste Scorzonera-Art ist die als Wurzelgemüse genutzte, meist „Schwarzwurzel“ genannte Garten-Schwarzwurzel (Scorzonera hispanica).

## Beschreibung

### Vegetative Merkmale
Schwarzwurzel-Arten können einjährige bis ausdauernde krautige Pflanzen sein, selten auch Halbsträucher. Sie erreichen je nach Art Wuchshöhen von 5 bis mehr als 100 Zentimetern. Sie bilden meist Pfahlwurzeln. Die glatten oder behaarten Stängel sind aufrecht und meist verzweigt. Die gestielten oder ungestielten Laubblätter sind einfach bis fiederteilig.

### Generative Merkmale
Die Blütenkörbe stehen einzeln oder locker zu mehreren zusammen. Die Blütenkörbe weisen Durchmesser von meist 6 bis 12, selten bis über 16 Millimetern auf und enthalten 30 bis mehr als 100 Zungenblüten. Die 18 bis über 30 Hüllblätter stehen in drei bis mehr als fünf Reihen. Der Korbboden ist flach. Die Zungenblüten sind weiß bis gelb oder purpurfarben.
Die Achänen sind weißlich bis bräunlich. Der Pappus besteht aus 28 bis über 50 weißlichen Borstenhaaren, die fedrig bis schuppenförmig und in zwei bis drei Kränzen angeordnet sind.
Die Chromosomengrundzahl beträgt x = 7.

## Systematik
Die Gattung Scorzonera wurde durch Carl von Linné aufgestellt. Synonyme für Scorzonera L. sind: Lasiospora Cass.
Die Subtribus Scorzonerinae Dumort. der Tribus Cichorieae wurde durch Zaika et al. 2020 dabei wurden mehrere Arten in andere oder neu aufgestellte Gattungen gestellt. Nicht mehr zur Gattung Scorzonera L. gehören die Arten der Gattungen:
- Gelasia Cass.: Sie enthält bei Zaika et al. 2020 etwa 37 Arten:[1]
  - Scorzonera acantholimon Hand.-Mazz. → Gelasia acantholimon (Hand.-Mazz.) Zaika, Sukhor. & N.Kilian:[1] Sie kommt in der Türkei vor.[3]
  - Scorzonera albicans Coss. → Gelasia albicans (Coss.) Zaika, Sukhor. & N.Kilian:[1] Sie kommt in Spanien vor.[3]
  - Scorzonera araneosa Sm. → Gelasia araneosa (Sm.) Zaika, Sukhor. & N.Kilian[1]
  - Scorzonera aucheriana DC. → Gelasia aucheriana (DC.) Zaika, Sukhor. & N.Kilian:[1] Sie kommt in der Türkei vor.[3]
  - Scorzonera biebersteinii Lipsch. → Gelasia biebersteinii (Lipsch.) Zaika, Sukhor. & N.Kilian[1]
  - Scorzonera caespitosa Pomel → Gelasia caespitosa (Pomel) Zaika, Sukhor. & N.Kilian:[1] Sie kommt in Marokko und in Algerien vor.[3]
  - Scorzonera callosa Moris → Gelasia callosa (Moris) Zaika, Sukhor. & N.Kilian:[1] Dieser Endemit kommt auf Sardinien vor.[3]
  - Scorzonera cinerea Boiss. → Gelasia cinerea (Boiss.) Zaika, Sukhor. & N.Kilian[1]
  - Scorzonera circumflexa Krasch. & Lipsch. → Gelasia circumflexa (Krasch. & Lipsch.) Zaika, Sukhor. & N.Kilian[1]
  - Scorzonera cretica Willd. → Gelasia cretica (Willd.) Zaika, Sukhor. & N.Kilian:[1] Sie kommt in Griechenland, auf Kreta und auf Inseln in der Ägäis vor.[3]
  - Scorzonera doriae Degen & Bald. → Gelasia doriae (Degen & Bald.) Zaika, Sukhor. & N.Kilian:[1] Sie kommt in Serbien, Albanien, Bosnien und Herzegowina, in Montenegro sowie Griechenland vor.[3]
  - Scorzonera dzhawakhetica Sosn. ex Grossh. → Gelasia dzhawakhetica (Sosn. ex Grossh.) Zaika, Sukhor. & N.Kilian:[1] Sie kommt in der Türkei und in Georgien vor.[3]
  - Scorzonera ensifolia M.Bieb. → Gelasia ensifolia (M.Bieb.) Zaika, Sukhor. & N.Kilian[1]
  - Scorzonera eriophora DC. → Gelasia eriophora (DC.) Zaika, Sukhor. & N.Kilian:[1] Sie kommt in der Türkei vor.[4]
  - Scorzonera filifolia Boiss. → Gelasia filifolia (Boiss.) Zaika, Sukhor. & N.Kilian:[1] Sie kommt im Kaukasusraum vor.[3]
  - Tragopogon hirsutus Gouan → Gelasia hirsuta (Gouan) Zaika, Sukhor. & N.Kilian:[1] Sie kommt in Spanien, Frankreich, Italien und auf Sizilien vor.[3]
  - Scorzonera ketzkhovelii Sosn. → Gelasia ketzkhovelii (Grossh.) Zaika, Sukhor. & N.Kilian:[1] Sie kommt in der Türkei und in Georgien vor.[4]
  - Scorzonera kotschyi Boiss. → Gelasia kotschyi (Boiss.) Zaika, Sukhor. & N.Kilian: Sie kommt nur in Georgien vor.[3][1]
  - Leontodon lanatus L. → Gelasia lanata (L.) Zaika, Sukhor. & N.Kilian[1]
  - Scorzonera lasiocarpa Chamberlain → Gelasia lasiocarpa (Chamberlain) Zaika, Sukhor. & N.Kilian:[1] Sie kommt in der Türkei vor.[3]
  - Lasiospora latifolia Fisch. & C.A.Mey. → Gelasia latifolia (Fisch. & C.A.Mey.) Zaika, Sukhor. & N.Kilian[1]
  - Scorzonera litwinowii Krasch. & Lipsch. → Gelasia litwinowii (Krasch. & Lipsch.) Zaika, Sukhor. & N.Kilian[1]
  - Scorzonera longiana Sümbül → Gelasia longiana (Sümbül) Zaika, Sukhor. & N.Kilian:[1] Sie kommt in der Türkei vor.[3]
  - Scorzonera mackmeliana Boiss. → Gelasia mackmeliana (Boiss.) Zaika, Sukhor. & N.Kilian:[1] Sie kommt im Libanon vor.[3]
  - Scorzonera mirabilis Lipsch. → Gelasia mirabilis (Lipsch.) Zaika, Sukhor. & N.Kilian:[1] Sie kommt in der Türkei vor.[3]
  - Scorzonera pisidica Hub.-Mor. → Gelasia pisidica (Hub.-Mor.) Zaika, Sukhor. & N.Kilian:[1] Sie kommt in der Türkei vor.[3]
  - Scorzonera psychrophila Boiss. & Hausskn. → Gelasia psychrophila (Boiss. & Hausskn.) Zaika, Sukhor. & N.Kilian[1]
  - Scorzonera pygmaea Sm. → Gelasia pygmaea (Sm.) Zaika, Sukhor. & N.Kilian:[1] Sie kommt in der Türkei vor.[3]
  - Scorzonera ramosissima DC. → Gelasia ramosissima (DC.) Zaika, Sukhor. & N.Kilian[1]
  - Scorzonera rigida Aucher ex DC. → Gelasia rigida (Aucher ex DC.) Zaika, Sukhor. & N.Kilian:[1] Sie kommt in der Türkei, im Libanon, Syrien, im nordwestlichen Iran, in Armenien und in Aserbaidschan vor.[4]
  - Scorzonera sandrasica Hartvig & Strid → Gelasia sandrasica (Hartvig & Strid) Zaika, Sukhor. & N.Kilian[1]
  - Scorzonera seidlitzii Boiss. → Gelasia seidlitzii (Boiss.) Zaika, Sukhor. & N.Kilian[1]
  - Scorzonera sericea DC. → Gelasia sericea (DC.) Zaika, Sukhor. & N.Kilian:[1] Sie kommt in der Türkei vor.[3]
  - Scorzonera tomentosa L. → Gelasia tomentosa (L.) Zaika, Sukhor. & N.Kilian:[1] Sie kommt in der Türkei vor.[4]
  - Scorzonera tuberosa Pall. → Gelasia tuberosa (Pall.) Zaika, Sukhor. & N.Kilian[1]
  - Scorzonera ulrichii Parolly & N.Kilian → Gelasia ulrichii (Parolly & N.Kilian) Zaika, Sukhor. & N.Kilian[1]
  - Scorzonera villosa Scop. → Gelasia villosa (Scop.) Cass.:[1] Sie kommt in Italien, Sizilien, Kroatien, Slowenien, Bosnien und Herzegowina sowie Montenegro vor.[4]

- Lipschitzia Zaika, Sukhor. & N.Kilian: Sie wurde 2020 aufgestellt und enthält nur eine Art:[1]
  - Lipschitzia divaricata (Turcz.) Zaika, Sukhor. & N.Kilian (Syn.: Scorzonera divaricata Turcz.): Sie wurde 2020 aus der Gattung Scorzonera ausgegliedert und kommt im westlichen Himalaya, in der Mongolei, in der Inneren Mongolei und in chinesischen Provinzen vor.[1][5]

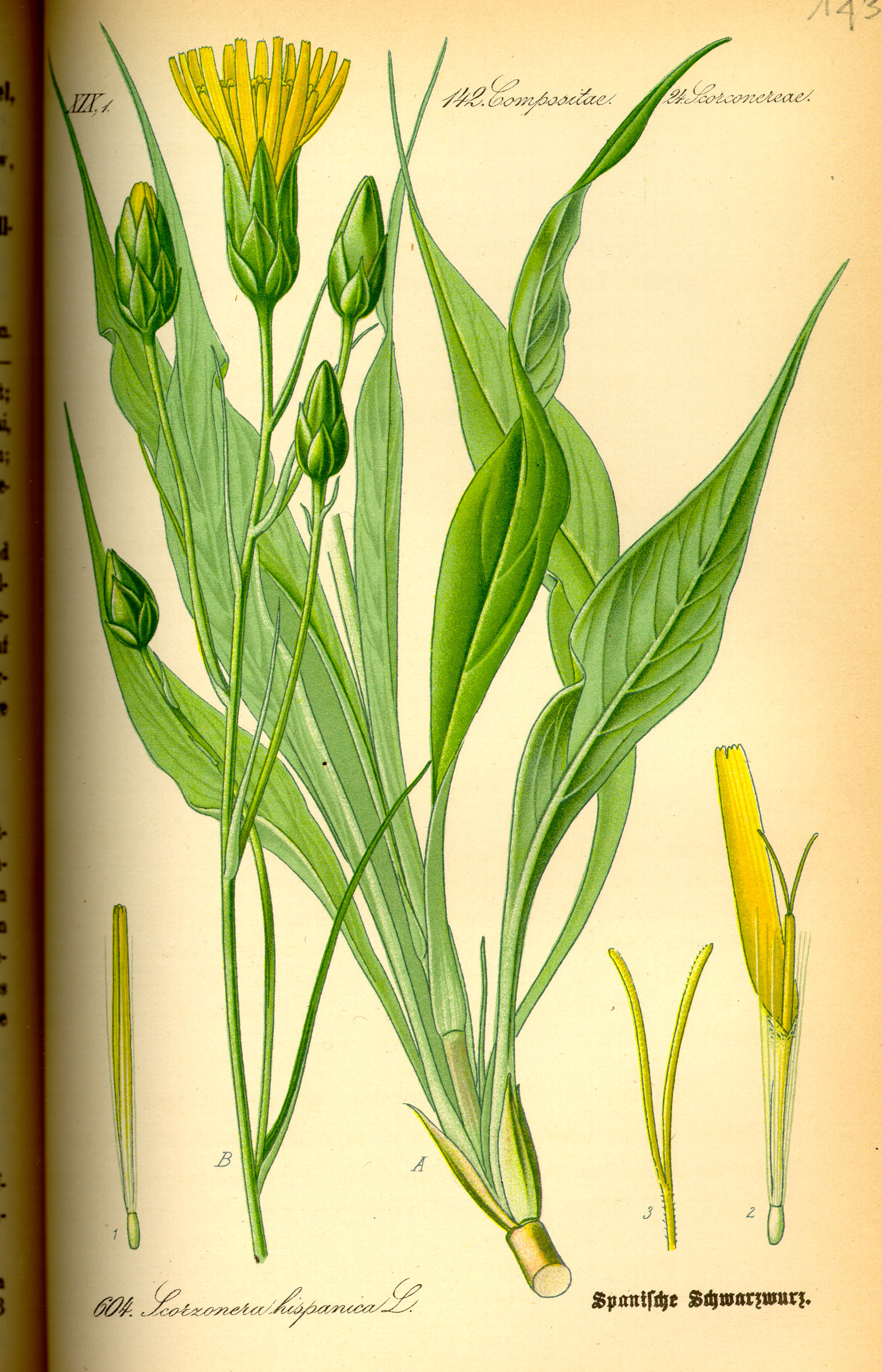
Illustration der Garten-Schwarzwurzel (Pseudopodospermum hispanicum)

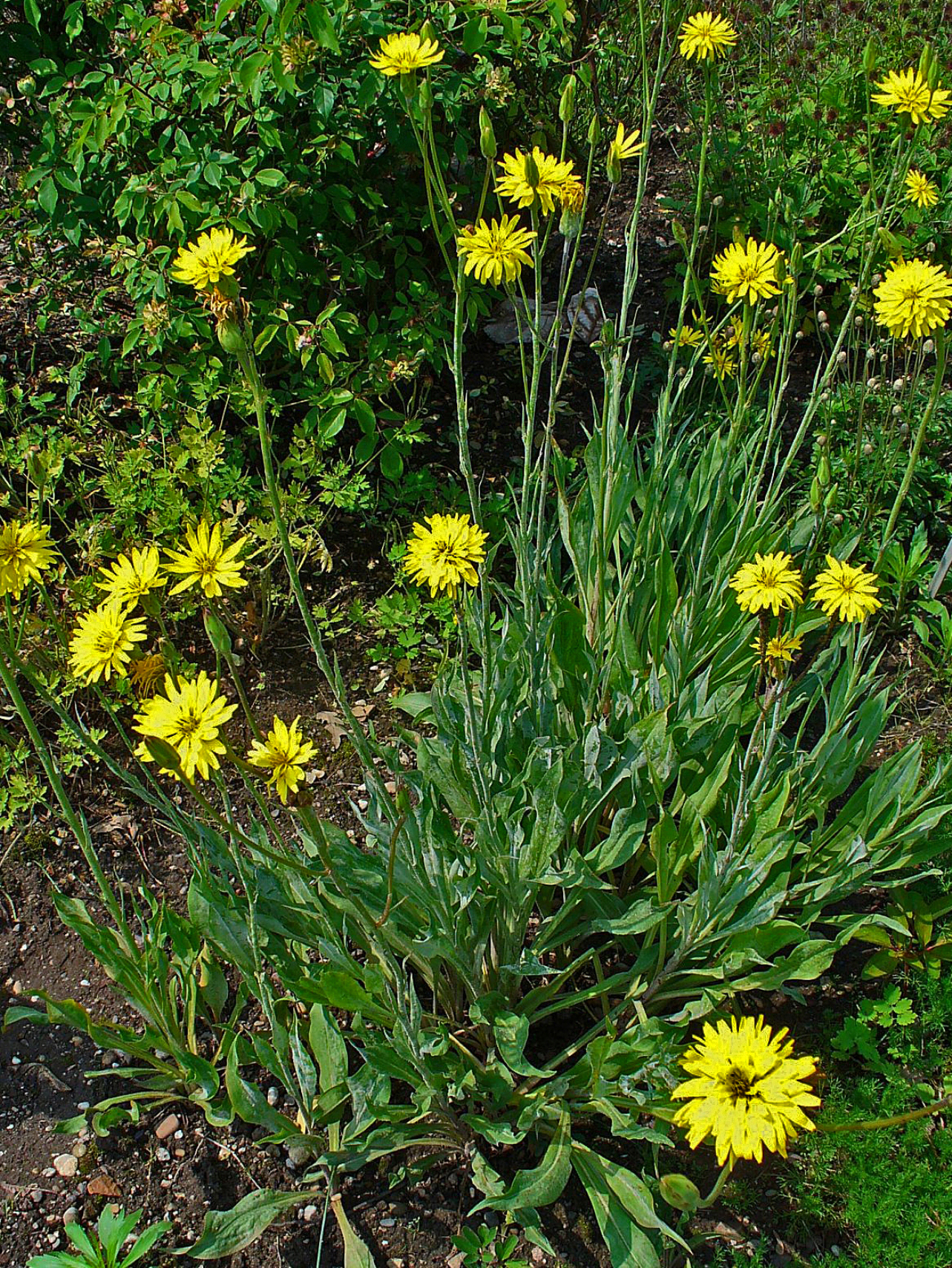
Garten-Schwarzwurzel (Pseudopodospermum hispanicum)

- Pseudopodospermum (Lipsch. & Krasch.) Kuth. (Syn.: Scorzonera sect. Pseudopodospermum Lipsch. & Krasch.): Sie wurde 1978 aufgestellt und enthält seit 2020 etwa 36 Arten, die von Europa bis zum südwestlichen Sibirien, Pakistan, und von Nordafrika bis zur Arabischen Halbinsel verbreitet sind:[1]
  - Scorzonera montana var. boetica Boiss. (Syn.: Scorzonera boetica (Boiss.) Boiss.) → Pseudopodospermum boeticum (Boiss.) Zaika, Sukhor. & N.Kilian:[1] Sie kommt In Spanien und auf Ibiza vor.[3]
  - Scorzonera brevicaulis Vahl → Pseudopodospermum brevicaule (Vahl) Zaika, Sukhor. & N.Kilian[1]
  - Scorzonera calyculata Boiss. → Pseudopodospermum calyculatum (Boiss.) Zaika, Sukhor. & N.Kilian[1]
  - Scorzonera chantavica Pavlov → Pseudopodospermum chantavicum (Pavlov) Zaika, Sukhor. & N.Kilian[1]
  - Scorzonera crocifolia Sm. → Pseudopodospermum crocifolium (Sm.) Zaika, Sukhor. & N.Kilian:[1] Sie kommt in Griechenland vor.[3]
  - Scorzonera davisii Lipsch. → Pseudopodospermum davisii (Lipsch.) Zaika, Sukhor. & N.Kilian[1]
  - Scorzonera elata Boiss. → Pseudopodospermum elatum (Boiss.) Zaika, Sukhor. & N.Kilian:[1] Sie kommt in der Türkei und auf Inseln in der Ägäis vor.[3]
  - Scorzonera gracilis Lipsch. → Pseudopodospermum gracile (Lipsch.) Zaika, Sukhor. & N.Kilian[1]
  - Garten-Schwarzwurzel (Scorzonera hispanica L.) → Pseudopodospermum hispanicum (L.) Zaika, Sukhor. & N.Kilian[1]
    - Scorzonera hispanica var. crispatula DC. (Syn.: Scorzonera crispatula (DC.) Boiss.) → Pseudopodospermum crispatulum (DC.) Zaika, Sukhor. & N.Kilian[1]

  - Scorzonera hissarica C.Winkl. → Pseudopodospermum hissaricum (C.Winkl.) Zaika, Sukhor. & N.Kilian[1]
  - Podospermum idaeum Gand. (Syn.: Scorzonera mollis subsp. idaea (Gand.) Lack) → Pseudopodospermum idaeum (Gand.) Zaika, Sukhor. & N.Kilian[1]
  - Scorzonera inaequiscapa Boiss. → Pseudopodospermum inaequiscapum (Boiss.) Zaika, Sukhor. & N.Kilian:[1] Sie kommt in der Türkei vor.[3]
  - Scorzonera incisa DC. → Pseudopodospermum incisum (DC.) Zaika, Sukhor. & N.Kilian[1]
  - Scorzonera inconspicua Lipsch. → Pseudopodospermum inconspicuum (Lipsch.) Zaika, Sukhor. & N.Kilian[1]
  - Scorzonera lamellata Krasch. → Pseudopodospermum lamellatum (Krasch.) Zaika, Sukhor. & N.Kilian:[1] Sie kommt in der Türkei vor.[3]
  - Pseudopodospermum leptophyllum (DC.) Kuth.[1]
  - Scorzonera libanotica Boiss. → Pseudopodospermum libanoticum (Boiss.) Zaika, Sukhor. & N.Kilian:[1] Sie kommt im Libanon und in Syrien vor.[3]
  - Pseudopodospermum molle (M.Bieb.) Kuth.[1]
  - Scorzonera mucida Rech. f. → Pseudopodospermum mucidum (Rech. f., Aellen & Esfand.) Zaika, Sukhor. & N.Kilian[1]
  - Scorzonera ovata Trautv. → Pseudopodospermum ovatum (Trautv.) Zaika, Sukhor. & N.Kilian[1]
  - Scorzonera pachycephala Podlech & Rech. f. → Pseudopodospermum pachycephalum (Podlech & Rech. f.) Zaika, Sukhor. & N.Kilian[1]
  - Scorzonera papposa DC. → Pseudopodospermum papposum (DC.) Zaika, Sukhor. & N.Kilian[1]
  - Podospermum phaeopappum Boiss. → Pseudopodospermum phaeopappum (Boiss.) Zaika, Sukhor. & N.Kilian[1]
  - Scorzonera pubescens DC. → Pseudopodospermum pubescens (DC.) Zaika, Sukhor. & N.Kilian[1]
  - Scorzonera raddeana C.Winkl. → Pseudopodospermum raddeanum (C.Winkl.) Zaika, Sukhor. & N.Kilian[1]
  - Scorzonera reverchonii O.Debeaux ex Hervier → Pseudopodospermum reverchonii (O.Debeaux ex Hervier) Zaika, Sukhor. & N.Kilian:[1] Sie kommt in Spanien vor.[3]
  - Scorzonera semicana DC. → Pseudopodospermum semicanum (DC.) Zaika, Sukhor. & N.Kilian[1]
  - Scorzonera stricta Hornem. → Pseudopodospermum strictum (Hornem.) Zaika, Sukhor. & N.Kilian[1]
  - Pseudopodospermum suberosum (K.Koch) Kuth.[1]
  - Scorzonera syriaca Boiss. & C.I.Blanche → Pseudopodospermum syriacum (Boiss. & C.I.Blanche) Zaika, Sukhor. & N.Kilian:[1] Sie kommt in der Türkei, in Syrien, im Libanon, in Israel, Jordanien und auf der Sinaihalbinsel vor.[3]
  - Pseudopodospermum szowitzii (DC.) Kuth.[1]
  - Scorzonera troodea Boiss. → Pseudopodospermum troodeum (Boiss.) Zaika, Sukhor. & N.Kilian:[1] Dieser Endemit kommt nur in Zypern vor.[3]
  - Scorzonera turcomanica Krasch. & Lipsch. → Pseudopodospermum turcomanicum (Krasch. & Lipsch.) Zaika, Sukhor. & N.Kilian[1]
  - Scorzonera undulata Vahl → Pseudopodospermum undulatum (Vahl) Zaika, Sukhor. & N.Kilian:[1] Sie kommt in Marokko, Algerien, Tunesien, Sizilien, Libyen und in Ägypten vor.[3]
  - Scorzonera violacea Chamberlain → Pseudopodospermum violaceum (Chamberlain) Zaika, Sukhor. & N.Kilian:[1] Sie kommt in der Türkei vor.[3]

- Pterachaenia (Benth.) Lipsch.: Sie war monotypisch und durch Zaika et al. wurde 2020 eine weitere Art aus der Gattung Scorzonera hier eingegliedert:[1]
  - Scorzonera codringtonii Rech. f. → Pterachaenia codringtonii (Rech. f.) Zaika, Sukhor. & N.Kilian
  - Pterachaenia stewartii (Hook. f.) R.R.Stewart

- Ramaliella Zaika, Sukhor. & N.Kilian: Sie wurde 2020 aufgestellt und enthält etwa sechs Arten, die vom Nahen Osten bis Pakistan verbreitet sind:[1]
  - Scorzonera intricata Boiss. → Ramaliella intricata (Boiss.) Zaika, Sukhor. & N.Kilian[1]
  - Scorzonera koelpinioides Rech. f. → Ramaliella koelpinioides (Rech. f.) Zaika, Sukhor. & N.Kilian[1]
  - Scorzonera longipapposa Rech. f. → Ramaliella longipapposa (Rech. f.) Zaika, Sukhor. & N.Kilian[1]
  - Scorzonera musilii Velen. → Ramaliella musilii (Velen.) Zaika, Sukhor. & N.Kilian[1]
  - Scorzonera polyclada Rech. f. & Köie → Ramaliella polyclada (Rech. f. & Köie) Zaika, Sukhor. & N.Kilian[1]
  - Scorzonera tortuosissima Boiss. → Ramaliella tortuosissima (Boiss.) Zaika, Sukhor. & N.Kilian:[1] Sie kommt in Jordanien, im Iran und in Afghanistan vor.[4]

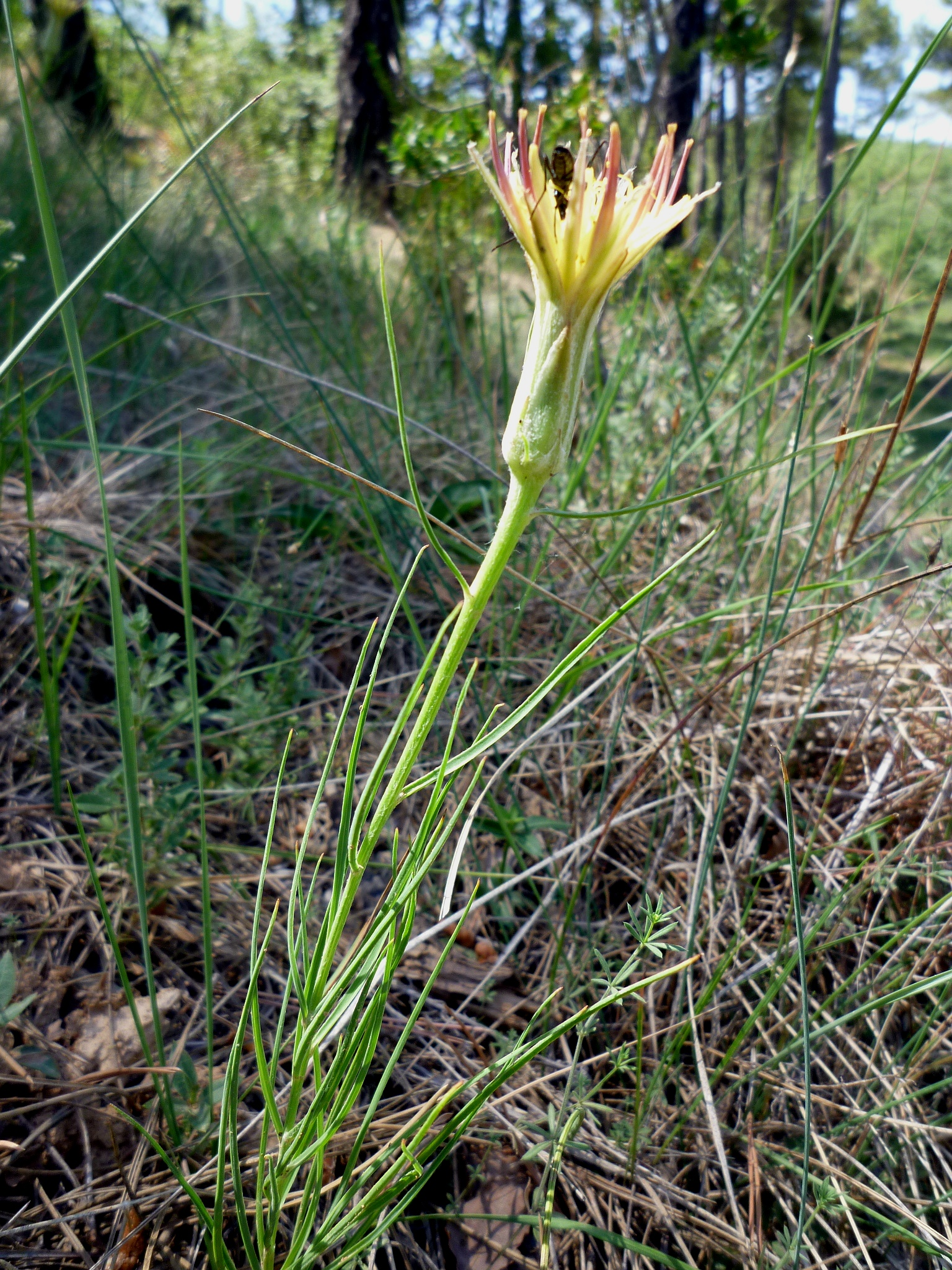
Scorzonera angustifolia

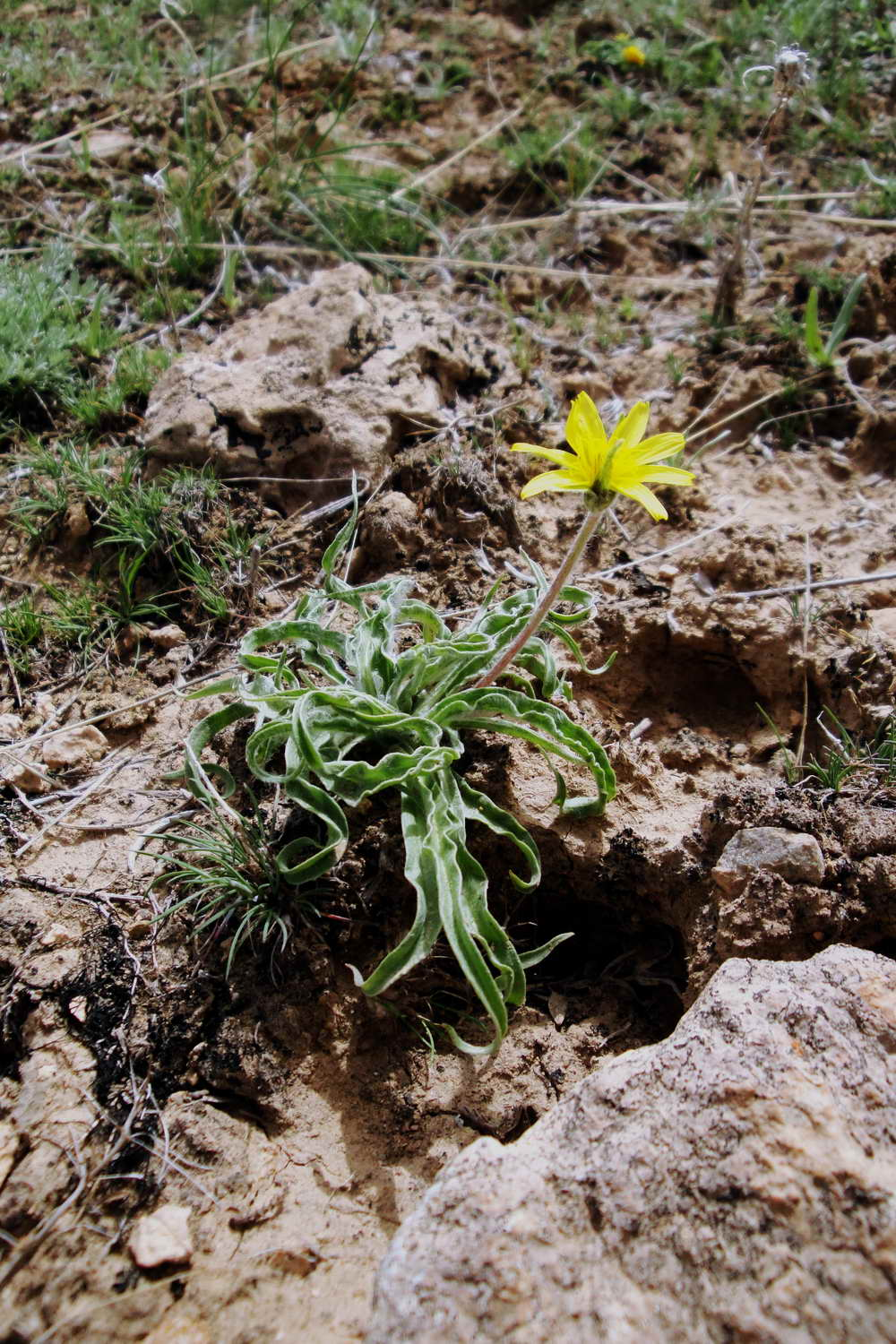
Scorzonera gorovanica

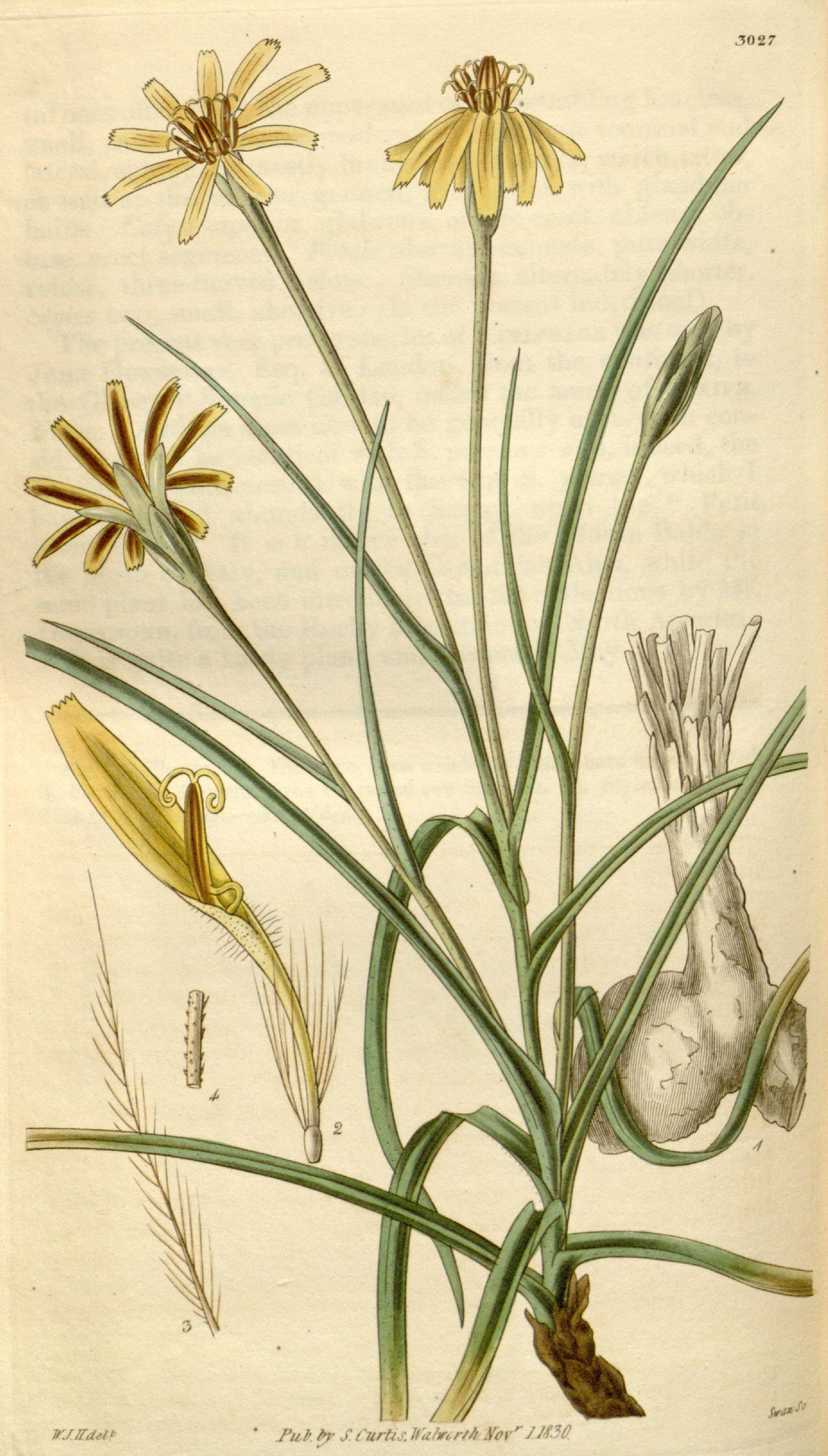
Illustration aus Curtis’s Botanical Magazine von Scorzonera mollis

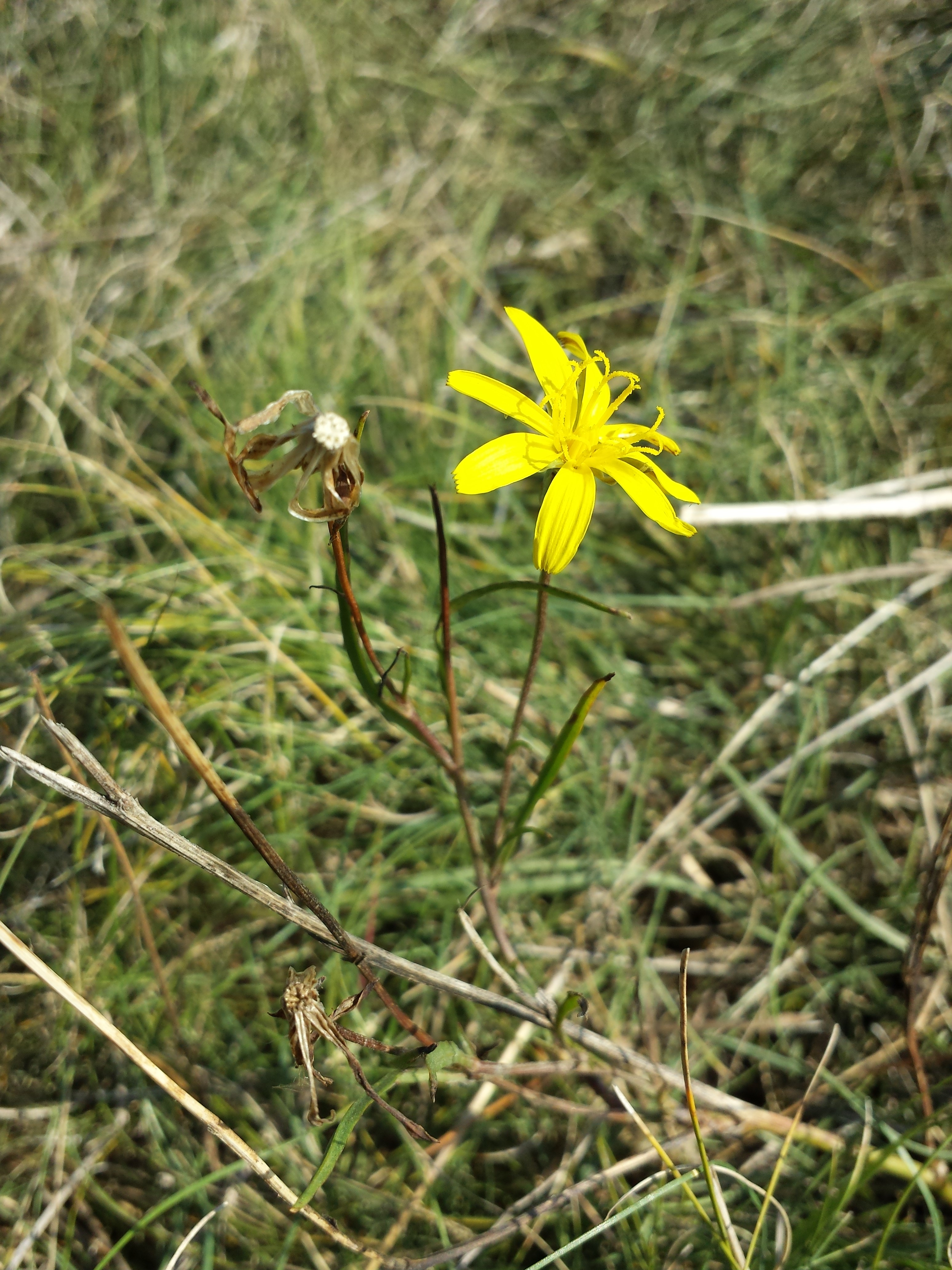
Kleinblütige Schwarzwurzel (Scorzonera parviflora)

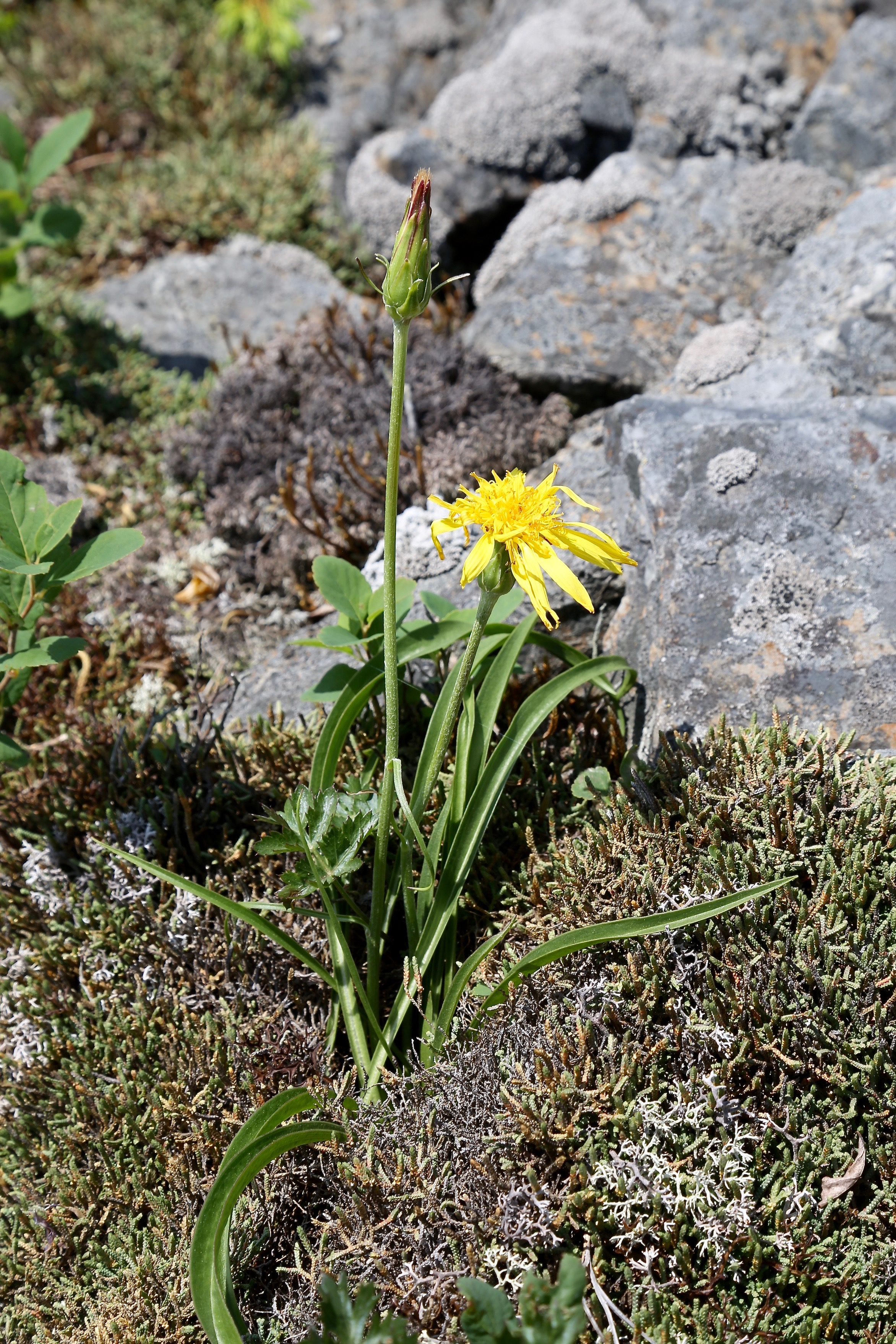
Scorzonera radiata

- Die Gattung Schwarzwurzeln (Scorzonera L., Syn.: Lasiospora Cass.) hat vor 2020 175 bis 190 Arten enthalten, die in Eurasien und Nordafrika verbreitet sind, von denen kommen etwa 24 Arten in China vor, vier davon nur dort.[5] Durch Zaika et al. 2020 wurde einige Arten in andere oder neu aufgestellte Gattungen gestellt. Die meisten Arten der vor 2020 etwa 17 Arten zählenden Gattung Podospermum DC. wurden wieder in die Gattung Scorzonera eingegliedert. Die Gattung Scorzonera L. enthält 2020 noch etwa 107 Arten (hier eine Auswahl):[1]
  - Scorzonera adilii A. Duran:[1] Sie kommt in der Türkei vor.[3]
  - Scorzonera alaica Lipsch.[1]
  - Scorzonera alba R.R.Stewart[1]
  - Scorzonera albertoregelia C.Winkl.[1]
  - Scorzonera albicaulis Bunge[1]
  - Scorzonera alborzensis S.R.Safavi & Amini Rad: Sie wurde 2020 aus dem Iran erstbeschrieben.
  - Scorzonera alpigena (K.Koch) Grossh.[1]
  - Scorzonera amasiana Hausskn. & Bornm.:[1] Sie kommt in der Türkei vor.[3]
  - Scorzonera angustifolia L.:[1] Sie kommt in Marokko, Portugal und Spanien vor.[3]
  - Scorzonera aniana N.Kilian[1]
  - Scorzonera aragatzi Kuth.:[1] Sie kommt nur in Armenien vor.[3]
  - Scorzonera argyrea Boiss.:[1] Sie kommt in der Türkei vor.[3]
  - Grannen-Schwarzwurzel (Scorzonera aristata DC.):[1] Sie kommt in Spanien, Frankreich, Italien, Österreich und Slowenien vor.[3]
  - Scorzonera armeniaca (Boiss. & A.Huet) Boiss.[1]
  - Scorzonera boissieri Lipsch.: Sie kommt in der Türkei vor.[3]
  - Scorzonera charadzeae Papava: Sie kommt nur in Georgien vor.[3]
  - Scorzonera coriacea A.Duran & Aksoy: Sie kommt in der Türkei vor.[3]
  - Scorzonera drarii Täckh.: Sie kommt nur auf der Sinai-Halbinsel vor.[3]
  - Scorzonera gorovanica Nazarova: Sie kommt nur in Armenien vor.[3]
  - Scorzonera hieraciifolia Hayek: Sie kommt in der Türkei vor.[3]
  - Niedrige Schwarzwurzel (Scorzonera humilis L., Podospermum scorzoneroides Turcz. ex DC., Pseudopodospermum inaequiscapum (Boiss.) Zaika, Sukhor. & N.Kilian, Scorzonera acuminata Boiss. & Balansa, Scorzonera ahmet-duranii Makbul & Coșkunç., Scorzonera aksekiensis A.Duran & M.Öztürk, Scorzonera alpina Pollini, Scorzonera bohemica F.W.Schmidt, Scorzonera candollei Vis., Scorzonera candollei subsp. tenuifolia (Schrad. ex DC.) Nyman, Scorzonera clusii Asso, Scorzonera glastifolia Hegetschw. nom. illeg., Scorzonera hispanica var. clusii (Asso) Pau, Scorzonera humilis var. angustifolia Hoffmanns. & Link, Scorzonera humilis var. macrorhiza Rouy, Scorzonera humilis var. macrorrhiza (Schleich. ex Gaudin) Rouy, Scorzonera humilis var. plantaginea (Gaudin) Schur, Scorzonera humilis var. ramosa Hoffmanns. & Link, Scorzonera humilis subsp. tenuifolia (Schrad. ex DC.) Arcang., Scorzonera lanata Schrank, Scorzonera lanuginosa Baumg., Scorzonera macrorhiza Schleich., Scorzonera nervosa Lam., Scorzonera plantaginea Gaudin, Scorzonera plantaginifolia Schleich., Scorzonera tenuifolia Schrad.)
  - Scorzonera karabelensis Parolly & N. Kilian: Sie kommt in der Türkei vor.[3]
  - Schlitzblättrige Schwarzwurzel (Scorzonera laciniata L., Syn.: Podospermum laciniatum (L.) DC.)
  - Scorzonera lasiocarpa D.F.Chamb.: Sie kommt in der Türkei vor.[3]
  - Scorzonera mollis M.Bieb.: Sie kommt  in Südosteuropa und Vorderasien vor.[3]
  - Scorzonera pacis Güzel & al.: Sie kommt in der Türkei vor.[3]
  - Kleinblütige Schwarzwurzel (Scorzonera parviflora Jacq.): Sie kommt in Mittel-, Süd- und Südosteuropa, in Vorderasien, Zentralasien, Afghanistan, Xinjiang und in der Mongolei vor.[3][5]
  - Scorzonera pulchra Lomakin: Sie kommt nur in Aserbaidschan vor.[3]
  - Rote Schwarzwurzel (Scorzonera purpurea L., Syn.: Podospermum purpureum (L.) W.D.J.Koch & Ziz)[3]
  - Scorzonera rosea Waldst. & Kit. (Syn.: Podospermum roseum (Waldst. & Kit.) Gemeinholzer & Greuter)[3]
  - Scorzonera safievii Grossh.: Sie kommt nur in Armenien vor.[3]
  - Scorzonera sandrasica Hartvig & Strid: Sie kommt in der Türkei vor.[3]
  - Scorzonera scopariiformis Lipsch.: Sie kommt im Libanon vor.[3]
  - Scorzonera scyria M.A.Gust. & Snogerup: Sie kommt in Griechenland vor.[3]
  - Scorzonera serpentinica Rech. f.: Sie kommt in Griechenland vor.[3]
  - Scorzonera suberosa K. Koch: Sie kommt in der Türkei, in Armenien und in Aserbaidschan vor.[3]
  - Scorzonera sublanata Lipsch.: Sie kommt in Rumänien, Bulgarien, Nordmazedonien, Griechenland, auf Inseln der Ägäis, in der Türkei und im Kaukasusgebiet Russlands vor.[3]
  - Scorzonera tuberculata J.Thiébaut: Sie kommt nur in Syrien vor.[3]
  - Scorzonera tuzgoluensis A.Duran & al.: Sie kommt in der Türkei vor.[3]
  - Scorzonera ulrichii Parolly & N.Kilian: Sie kommt in der Türkei vor.[3]
  - Scorzonera yildirimlii A.Duran & Hamzaoğlu: Sie kommt in der Türkei vor.[3]

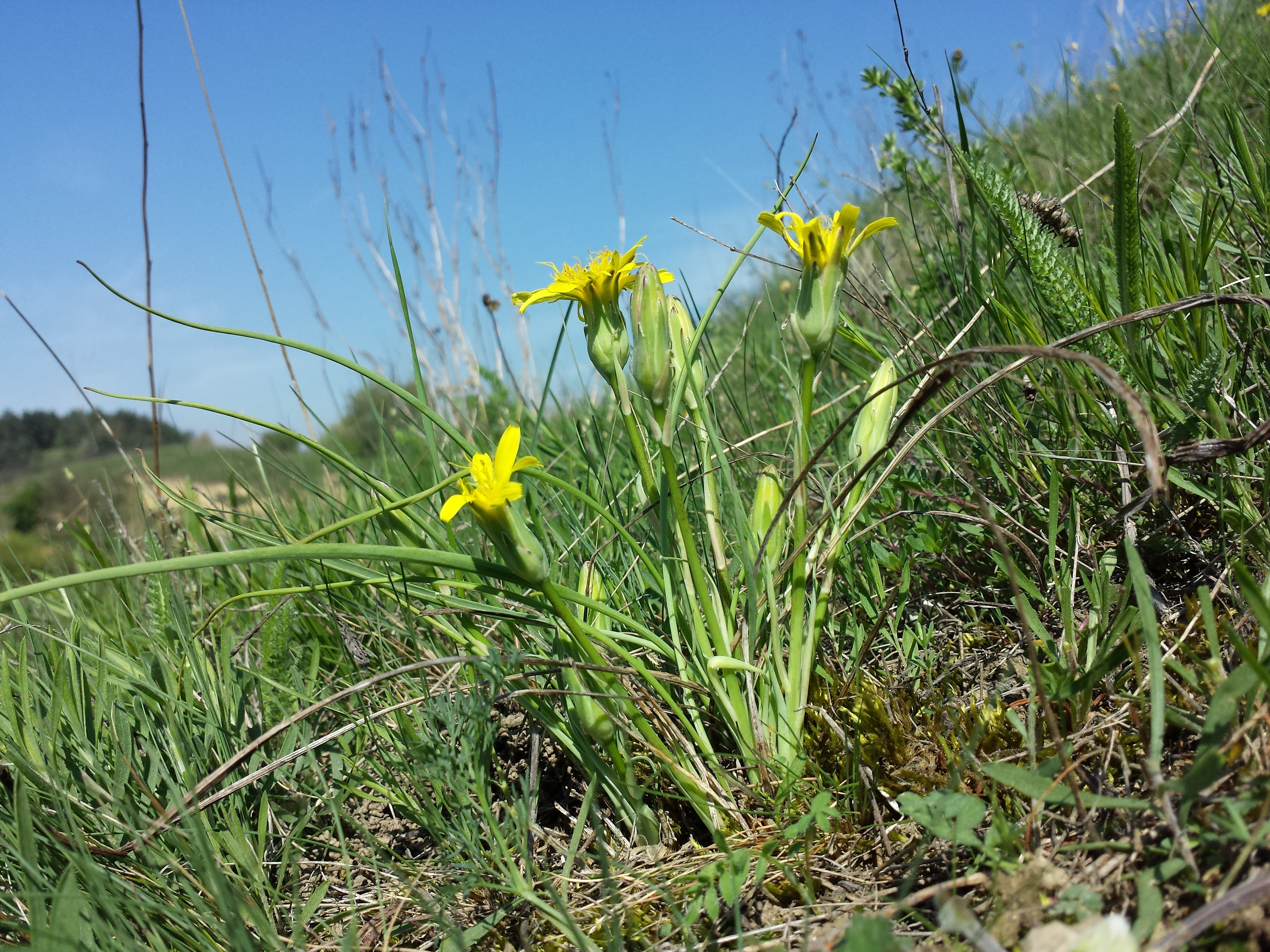
Österreichische Schwarzwurzel (Takhtajaniantha austriaca)

- Takhtajaniantha Nazarova: Sie wurde 1990 aufgestellt und war monotypisch. Durch Zaika et al. wurden 2020 einige Arten aus Scorzonera in diese Gattung gestellt.[1] Sie enthält seit 2020 etwa zehn Arten, die in Eurasien von Südeuropa über Pakistan bis Korea weitverbreitet.
  - Österreichische Schwarzwurzel (Scorzonera austriaca Willd.), Syn.: Scorzonera glabra Rupr. → Takhtajaniantha austriaca (Willd.) Zaika, Sukhor. & N.Kilian[1]
  - Scorzonera austriaca var. subacaulis Regel → Takhtajaniantha subacaulis (Regel) Zaika, Sukhor. & N.Kilian[1]
  - Scorzonera capito Maxim. → Takhtajaniantha capito (Maxim.) Zaika, Sukhor. & N.Kilian[1]
  - Scorzonera crispa M.Bieb. → Takhtajaniantha crispa (M.Bieb.) Zaika, Sukhor. & N.Kilian[1]
  - Scorzonera ikonnikovii Krasch. & Lipsch. → Takhtajaniantha ikonnikovii (Krasch. & Lipsch.) Zaika, Sukhor. & N.Kilian[1]
  - Scorzonera mongolica Maxim. → Takhtajaniantha mongolica (Maxim.) Zaika, Sukhor. & N.Kilian[1]
  - Scorzonera pseudodivaricata Lipsch. → Takhtajaniantha pseudodivaricata (Lipsch.) Zaika, Sukhor. & N.Kilian[1]
  - Takhtajaniantha pusilla (Pall.) Nazarova[1]
  - Scorzonera tau-saghyz Lipsch. & G.G.Bosse → Takhtajaniantha tau-saghyz (Lipsch. & G.G.Bosse) Zaika, Sukhor. & N.Kilian:[1] Sie kommt in Usbekistan und in Tadschikistan vor.[4]
  - Scorzonera veresczaginii Kamelin & S.V.Smirn. → Takhtajaniantha veresczaginii (Kamelin & S.V.Smirn.) Zaika, Sukhor. & N.Kilian[1]